# Qualificazioni al campionato mondiale di calcio 2018 - CONCACAF - seconda fase
| Squadra 1                 | Totale      | Squadra 2   | Andata | Ritorno |
| ------------------------- | ----------- | ----------- | ------ | ------- |
| Guatemala                 | 1 - 0       | Bermuda     | 0 - 0  | 1 - 0   |
| Dominica                  | 0 - 6       | Canada      | 0 - 2  | 0 - 4   |
| Aruba                     | 3 - 2       | Barbados    | 0 - 2  | 3 - 0*  |
| Saint Kitts e Nevis       | 3 - 6       | El Salvador | 2 - 2  | 1 - 4   |
| Nicaragua                 | 4 - 1       | Suriname    | 1 - 0  | 3 - 1   |
| Rep. Dominicana           | 1 - 5       | Belize      | 1 - 2  | 0 - 3   |
| Curaçao                   | 1 - 1 (gfc) | Cuba        | 0 - 0  | 1 - 1   |
| Porto Rico                | 1 - 2       | Grenada     | 1 - 0  | 0 - 2   |
| Saint Vincent e Grenadine | 6 - 6 (gfc) | Guyana      | 2 - 2  | 4 - 4   |
| Antigua e Barbuda         | 5 - 4       | Saint Lucia | 1 - 3  | 4 - 1   |

- a tavolino

## Incontri

### Guatemala - Bermuda
| Città del Guatemala 12 giugno 2015, ore 20:00 UTC-6 | Guatemala      | 0 – 0 referto | Bermuda | Estadio Mateo Flores (5 279 spett.)\| Arbitro: \| Yadel Martínez \| |
| Arbitro:                                            | Yadel Martínez |               |         |                                                                     |

| Arbitro: | Luis Enrique Santander Aguirre |

|  |           |              |
|  | Marcatori | 27’ Cincotta |

### Dominica - Canada
| Arbitro: | Jeffrey Solís |

|  |           |                             |
|  | Marcatori | 6’ Larin 67’ (rig.) Teibert |

| Arbitro: | Gianni Ascani |

|                                         |           |  |
| Akindele 4’ Larin 41’ Ricketts 52’, 77’ | Marcatori |  |

### Aruba - Barbados
| Arbitro: | Edvin Jurisevic |

|  |           |                     |
|  | Marcatori | 18’ Harte 28’ Boyce |

| Cave Hill 14 giugno 2015, ore 19:30 UTC-4 | Barbados             | 0 – 3 referto | Aruba | Usain Bolt Sports Complex (2 300 spett.)\| Arbitro: \| Marlon Alfonso Mejia \| |
| Arbitro:                                  | Marlon Alfonso Mejia |               |       |                                                                                |

- Risultato a tavolino, dopo che sul campo la partita era terminata 1-0 per le Isole Barbados

### Saint Kitts e Nevis - El Salvador
| Arbitro: | Mathieu Bourdeau |

|                         |           |                         |
| Mitchum 68’ Sawyers 71’ | Marcatori | 41’ Herrera 86’ Bonilla |

| Arbitro: | Óscar Dávila |

|                                       |           |            |
| Cerén 2’ Bonilla 54’, 80’ Alvarez 62’ | Marcatori | 69’ Harris |

### Nicaragua - Suriname
| Arbitro: | Javier Santos |

|               |           |  |
| Chavarria 45’ | Marcatori |  |

| Arbitro: | Leon Clarke |

|        |           |                                       |
| Fer 3’ | Marcatori | 26’ Leguías 51’ Rosas 90+3’ Chavarria |

### Repubblica Dominicana - Belize
| Arbitro: | Mario Escobar |

|              |           |                   |
| Lombardi 71’ | Marcatori | 13’, 88’ McCauley |

| Arbitro: | Sherwin Moore |

|                              |           |  |
| McCauley 17’, 76’ Kuylen 37’ | Marcatori |  |

### Curaçao - Cuba
| Willemstad 10 giugno 2015, ore 20:00 UTC-4 | Curaçao       | 0 – 0 referto | Cuba | Ergilio Hato Stadium (10 000 spett.)\| Arbitro: \| Oscar Moncada \| |
| Arbitro:                                   | Oscar Moncada |               |      |                                                                     |

| Arbitro: | Jafeth Perea |

|            |           |              |
| Márquez 5’ | Marcatori | 16’ Merencia |

### Portorico - Grenada
| Arbitro: | Christopher Reid |

|             |           |  |
| Bozkurt 16’ | Marcatori |  |

| Arbitro: | Adrian Skeete |

|                                |           |  |
| Morales 34’ (aut.) Charles 81’ | Marcatori |  |

### Saint Vincent e Grenadine - Guyana
| Arbitro: | Wilson da Costa |

|                        |           |                          |
| Stewart 48’ Slater 84’ | Marcatori | 26’ Beresford 75’ Wilson |

| Arbitro: | Valdin Legister |

|                                                  |           |                                         |
| Welshman 39’, 76’ Beresford 50’ (rig.) Danns 86’ | Marcatori | 16’ Samuel 41’, 57’ Slater 66’ Anderson |

### Antigua e Barbuda - Santa Lucia
| Arbitro: | Kimbrell Ward |

|               |           |                                    |
| Harriette 21’ | Marcatori | 26’ Paul 61’ Henry 90+1’ Greenidge |

| Arbitro: | Dave Gantar |

|                      |           |                                             |
| Frederick 81’ (rig.) | Marcatori | 70’, 90+3’ Parker 85’ Harriette 90+5’ Tumwa |

Sia l'andata che il ritorno sono stati giocati ad Antigua e Barbuda, in quanto Santa Lucia non ha stadi che possono ospitare incontri internazionali.